# Ulrich Lichtenthaler
Ulrich Lichtenthaler (* 1978 in Karlsruhe) ist ein deutscher Wirtschaftswissenschaftler.

## Leben
Ulrich Lichtenthaler studierte Europäische Wirtschaft an der Otto-Friedrich-Universität Bamberg und der Universität Granada. Er schloss sein Studium als Diplom-Kaufmann Univ. (Europa-Studiengang) und mit einem European-Master-of-Business-Sciences-Zertifikat ab. Seine Promotion erfolgte 2006 bei Holger Ernst am Lehrstuhl für Technologie- und Innovationsmanagement an der WHU – Otto Beisheim School of Management zum Thema Leveraging Knowledge Assets: Success Factors of External Technology Commercialization. Lichtenthaler habilitierte sich kumulativ Ende 2009, ebenfalls an der WHU. Danach war er zunächst wenige Monate als Gastprofessor an der Technischen Universität Berlin tätig und nahm im Februar 2009 einen Ruf auf den neu geschaffenen Lehrstuhl für Innovation und Organisation an der WHU an.
Zum Frühjahrssemester 2011 nahm Lichtenthaler einen Ruf an die Universität Mannheim an, wo er die Nachfolge von Alfred Kieser als Lehrstuhlinhaber der Professur für ABWL und Organisation antrat.
Nach Bekanntwerden von Unregelmäßigkeiten und Fehlern in mehreren Veröffentlichungen, die schließlich zur Aberkennung seiner Lehrbefähigung führten, verließ Lichtenthaler die Universität Mannheim und seinen Lehrstuhl zum 31. März 2015 (siehe Abschnitt Widerruf bereits publizierter Artikel und Entzug der Lehrbefähigung). Im Anschluss arbeitete er bei einer mittelständischen Unternehmensberatung.
2018 wurde er zum Professor für Unternehmensführung und Entrepreneurship an der International School of Management in Köln ernannt.

## Werk
Lichtenthaler ist Autor des Fachbuchs Integrierte Intelligenz und hat u. a. in den Zeitschriften Academy of Management Journal, Organization Science oder Strategic Management Journal publiziert.
Zu seinen Forschungsschwerpunkten gehören neben dem Management Künstlicher Intelligenz und Digitaler Transformation die Organisationstheorie die Innovationsforschung, die Patentforschung sowie das Strategische Management. Innerhalb seiner empirischen Forschung wendet er überwiegend quantitative Methoden an.
Für seine Arbeiten erhielt er 2007 den mit 2.500 € dotierten Best-Paper-Award Innovation Management, der von der EBS in Kooperation mit dem Mikroforum Hochtechnologiepark in Wendelsheim verliehen wurde. 2009 erhielt er den Nachwuchspreis des Verbands der Hochschullehrer für Betriebswirtschaft (VHB). Beim Handelsblatt Betriebswirte-Ranking 2009, das die Forschungsleistung von 2100 Betriebswirten in Deutschland, Österreich und der deutschsprachigen Schweiz seit 2005 analysiert, erreichte er Platz 2 bei der aktuellen Forschungsleistung, Platz 1 im Ranking der Forscher unter 40 Jahren und – obwohl zum damaligen Zeitpunkt erst 30-jährig – Platz 17 im Ranking des Lebenswerks aller aktiven Wissenschaftler. Seine Forschungsleistungen fanden Beachtung in der Wirtschaftspresse. Das Handelsblatt bezeichnete Lichtenthaler infolge seiner herausragenden Ranking-Platzierungen in einem Porträt als: Der Junge, der alles richtig macht.
Lichtenthalers Engagement in Lehre und Ausbildung wurde 2011 mit dem Fachschaftslehrpreis der Universität Mannheim ausgezeichnet.

## Widerruf bereits publizierter Artikel und Entzug der Lehrbefähigung
Anfang 2012 wurde eine Gruppe von 20 Wissenschaftlern auf Unregelmäßigkeiten innerhalb von Lichtenthalers Publikationen aufmerksam. Diese Gruppe befasste sich daraufhin mit 50 von Lichtenthalers Publikationen. Neben mangelnden Verweisen auf eigene ähnliche Publikationen und inhaltlichen Widersprüchen zwischen Veröffentlichungen, die auf gleichen Datensätzen basieren, wurde auf statistische Fehler bei Angaben zur Signifikanz von Ergebnissen hingewiesen. In der Folge wurden bis Juni 2014 fünfzehn Artikel Lichtenthalers zurückgezogen. An der WHU und an der Universität Mannheim wurden Untersuchungskommissionen eingerichtet.
Am 11. September 2013 wurde Lichtenthaler die an der WHU erlangte Lehrbefähigung durch den Senat der WHU aberkannt, weil eine „wesentliche Voraussetzung für die Zuerkennung der Lehrbefähigung nicht gegeben war“. Im Oktober 2014 erklärte die Universität Mannheim, dass Lichtenthaler die Universität zum 31. März 2015 auf eigenen Wunsch verlassen werde.